# Нижняя Пулонга
Нижняя Пу́лонга (карел. Ala-Puulonki) — деревня в составе Малиновараккского сельского поселения Лоухского района Республики Карелия.

## Общие сведения
Деревня расположена на берегу реки Пулонга.

## Население
| 2002 | 2009 | 2010 | 2013 |
| ---- | ---- | ---- | ---- |
| 59   | ↘37  | ↗42  | ↘40  |

## Улицы
- ул. Гористая
- ул. Заречная
- ул. Новая
- ул. Центральная
- ул. Шахтёрская
- ул. Школьная